# 皿倉山

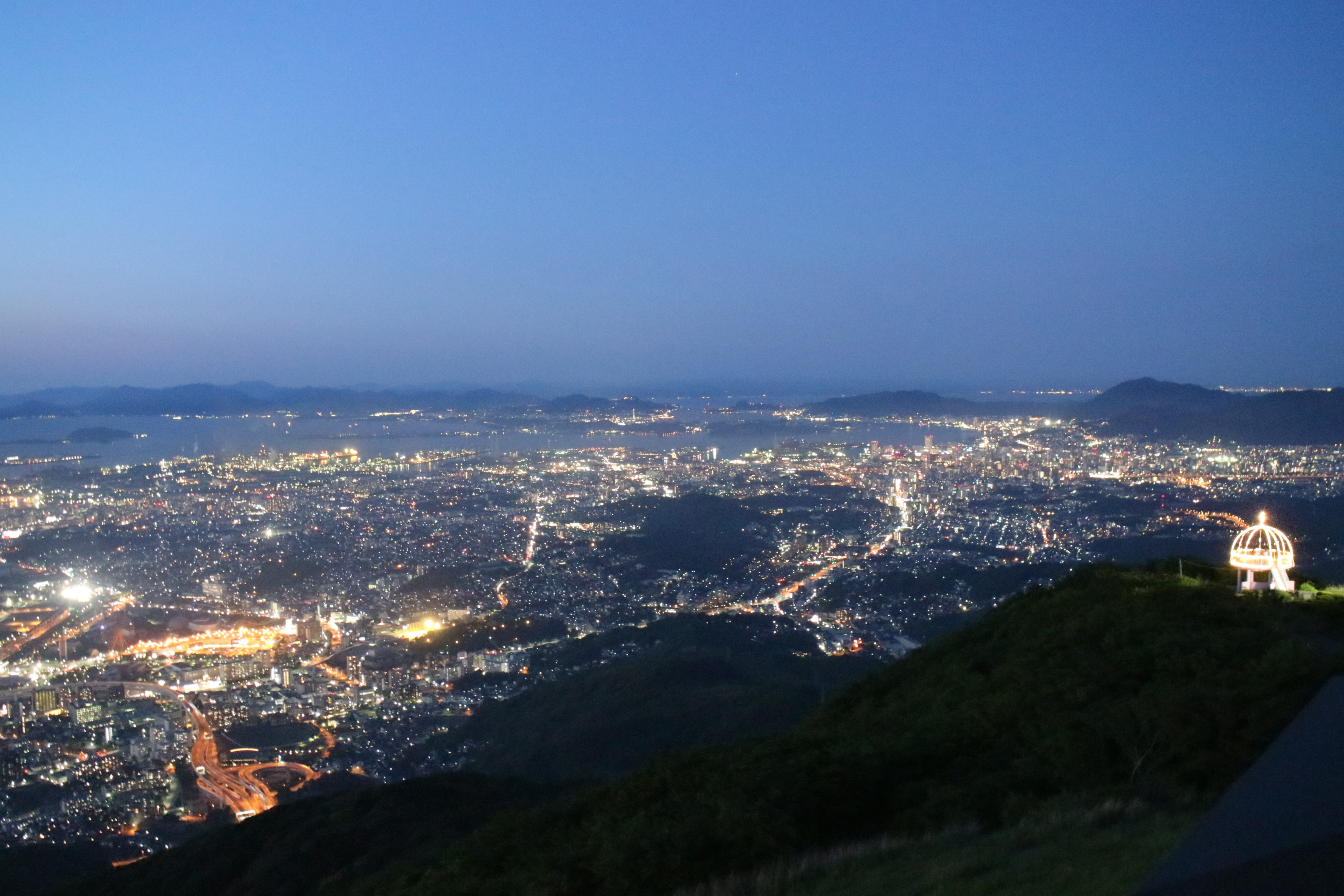
自皿倉山頂看到的北九州市夜景

皿倉山（日语：／ Sarakurayama */?）是位於福岡縣北九州市八幡東區的一座標高622米的山峰。皿倉山是北九州國定公園的一部分，和帆柱山、花尾山等合稱為「帆柱連山」。帆柱連山的下方是山陽新幹線的北九州隧道。皿倉山有眾多神功皇后的傳說。遊客可乘坐皿倉山纜車到達皿倉山山路。自皿倉山山頂瞭望台看到的夜景有「100億美元的夜景」之稱。

## 外部連結
- 皿倉山ビジターセンター （页面存档备份，存于）
- 新日本三大夜景 - 登録地の紹介 （页面存档备份，存于）
- 皿倉山　北九州市八幡東区 : 昭和３９年九州発 - YOMIURI ON LINE
- のっぽさんのpetit-DX ～青い空のぷちDX （页面存档备份，存于）